# 名のないシシャ
『名のないシシャ』（なのないシシャ）は、山田悠介による日本のフィクション小説。2011年11月30日に角川書店から発売。

## ストーリー
少年たちは人間のように見えて人間ではないから、食べる必要も寝る必要もない。 
この少年たちは寿命がないが、約3年分の時間を持っていて人間たちに与えることが出来る特別な力を持つ『シシャ』という存在。そしてこの約3年分という時間を全てを与えた瞬間に存在が消えていってしまう。彼らは名を持たないが、それぞれ大切な人から名前をもらい一緒に暮らしていく。
少女「玖美」と友達になったテク、医師の「先生」と暮らす心美、認知症の「母親」と暮らす直弥の3人のシシャは、少しずつ喜びや悲しみといった感情を知っていく。しかし、永遠に大人になることのないシシャと大切な人たちには避けられない運命の別れが待ち構えている。 

## 登場人物
玖美
テク達に初めて出会った時は、小学5年生で心の優しい女の子。その約15年後に娘の秋桜を出産する。

テク
シシャの1人。テクテク歩っている姿が可愛いらしいということから、玖美からテクちゃんと呼ばれる。

直弥
シシャの1人。これまで一時の感情で何人もの人間に時間を与えてきたため10日分ほどしか時間を持っていない。認知症の母親に自分の息子と勘違いされ直弥と呼ばれるようになり一緒に暮らすことになる。

心美
シシャの1人。初めの頃は人間を嫌っていた。心が美しいことから、医師の先生に心美と呼ばれるようになる。

ハル
シシャの1人。はじめの頃は人間を脅したり、からかったりつまらないことばかりをしていた。玖美の娘の秋桜に、今の季節が春と言うことでハルお兄ちゃんと呼ばれる。

秋桜
玖美の娘。

## 書籍情報
- 単行本：2011年11月30日 角川書店（ISBN 9784041100554）
- 文庫本：2014年2月25日 角川文庫（ISBN 9784041012222）